# Nymphon heterodentum
Nymphon heterodentum is een zeespin uit de familie Nymphonidae. De soort behoort tot het geslacht Nymphon. Nymphon heterodentum werd in 1991 voor het eerst wetenschappelijk beschreven door Turpaeva. 